# Siri Schnéevoigt
Siri Alina Schnéevoigt (4. srpna 1870 Vyborg – 	9. listopadu 1946 Warnemünde) byla fotografka a herečka narozená ve Finsku, ale aktivní v Dánsku. Byla matkou režiséra George Schnéevoigta a sestrou dirigenta Georga Schnéevoigta.

## Životopis
Schnéevoigt se v Berlíně vdala s Hermannem Friedrichem Fischerem a společně měli syna George Schnéevoigta, který se narodil v Kodani v roce 1893 a který se později stal hercem a režisérem.
V roce 1908 se Schnéevoigt a její manžel Hermann Friedrich Fischer rozvedli což vedlo k tomu, že si změnila jméno ze Siri Fischer-Schnéevoigt na Siiri Alina Fischer.
V roce 1937 hrála Aslakovu manželku ve švédském celovečerním filmu Laila v režii svého syna. Schnéevoigt byla také sestrou dirigenta Georga Schnéevoigta.

## Galerie

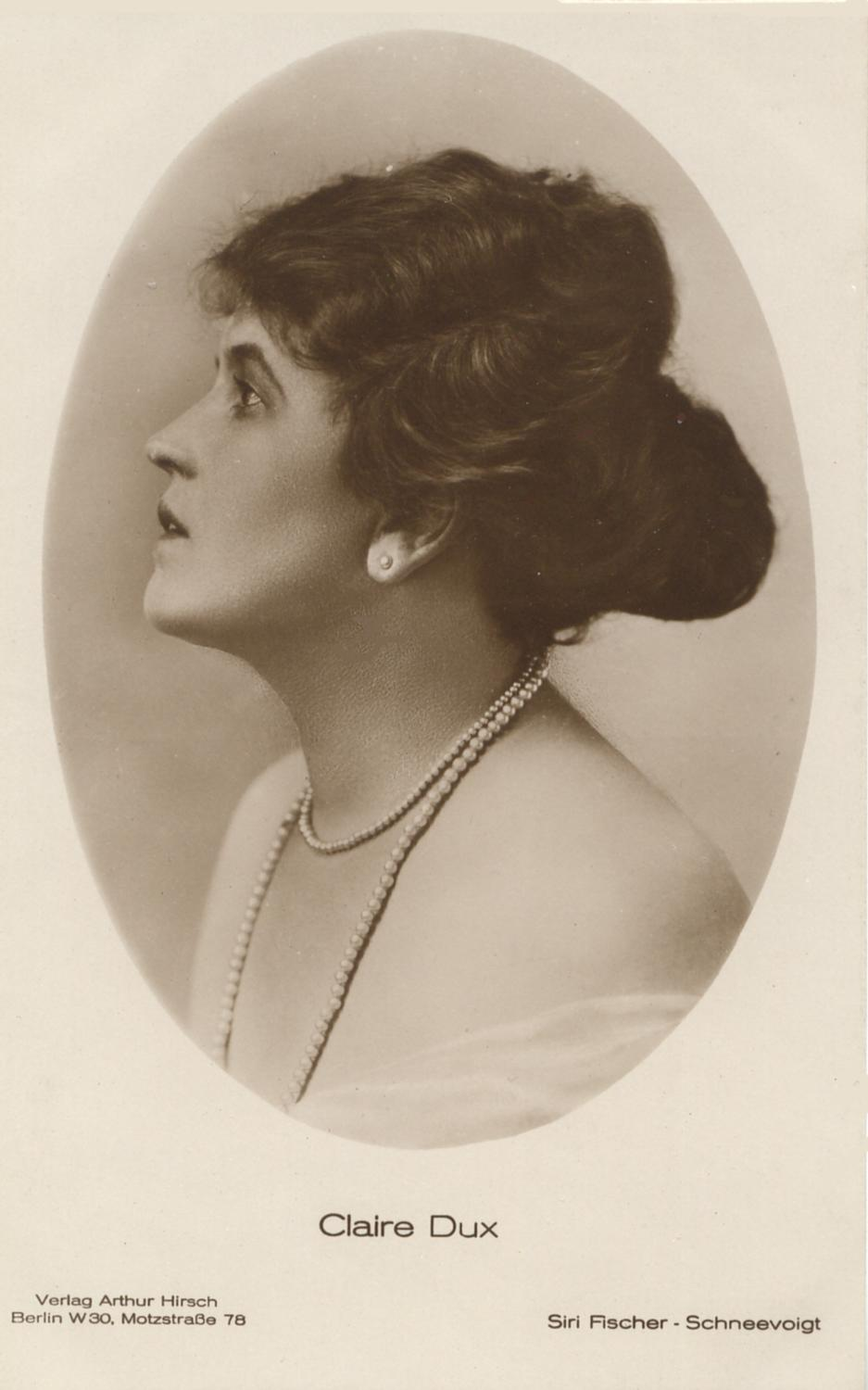
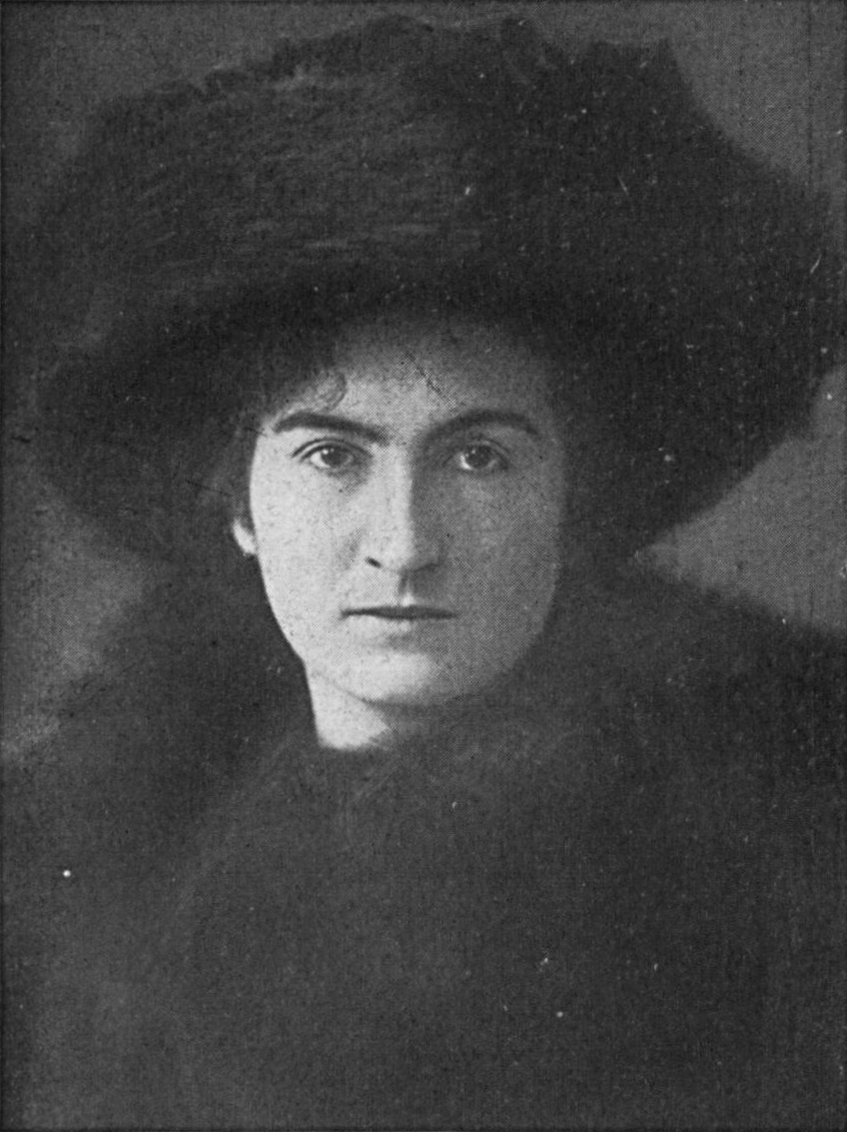
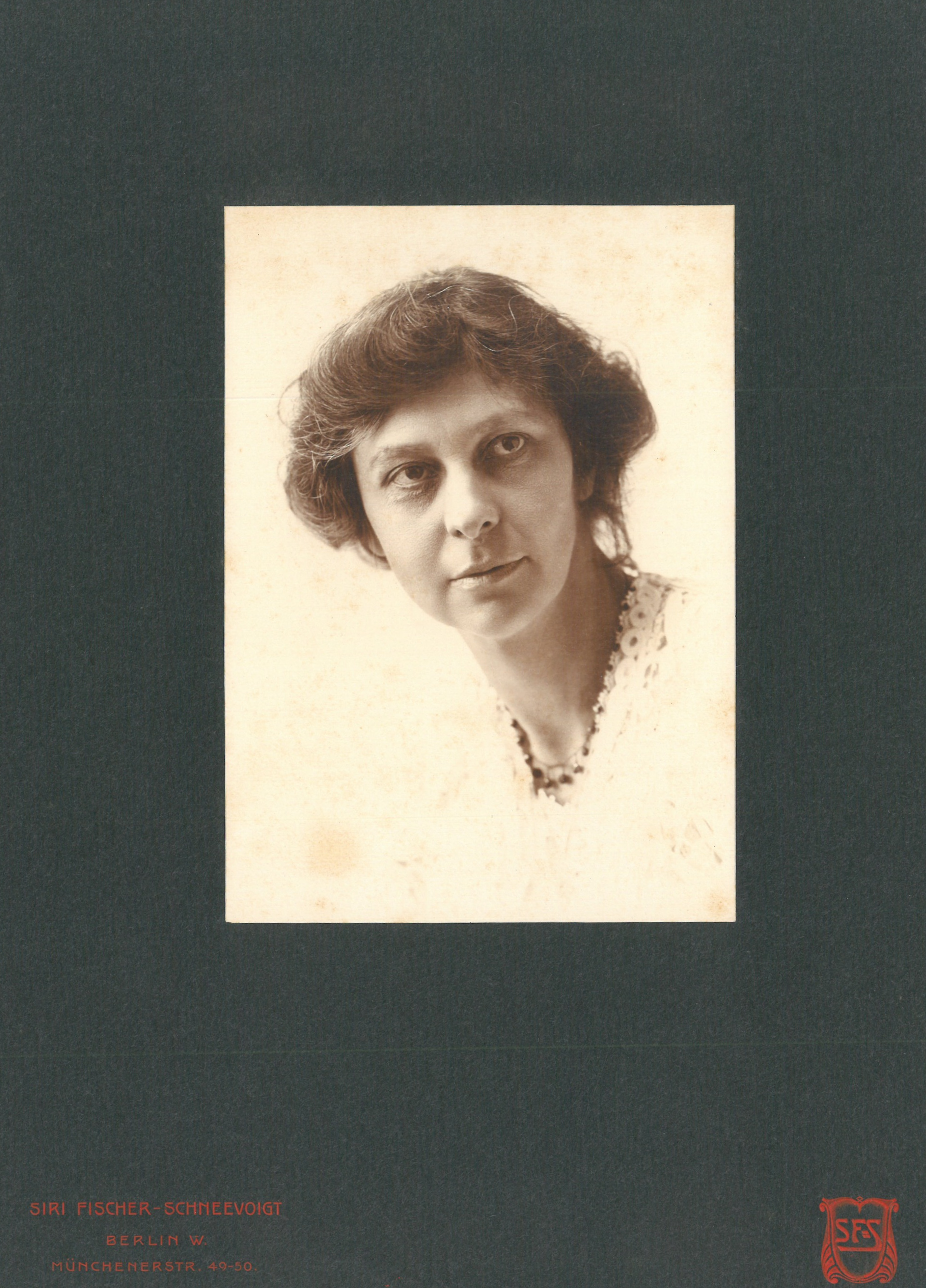
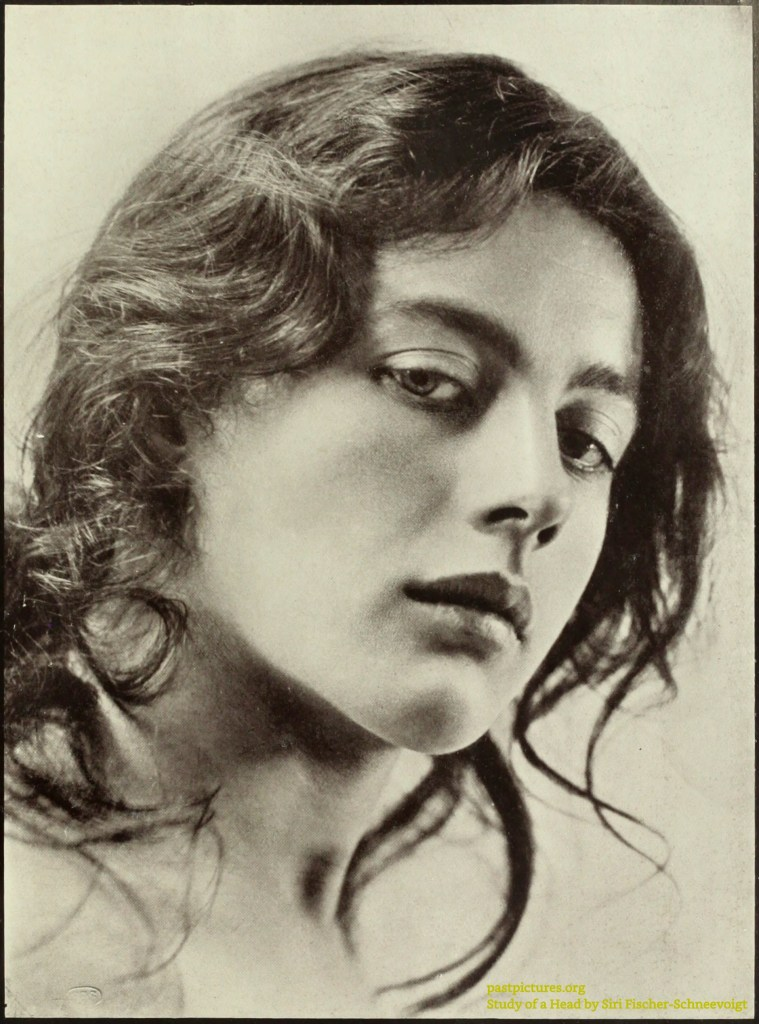

## Filmografie
- Laila (1937)[2][5]